# Tonnara San Cusumano

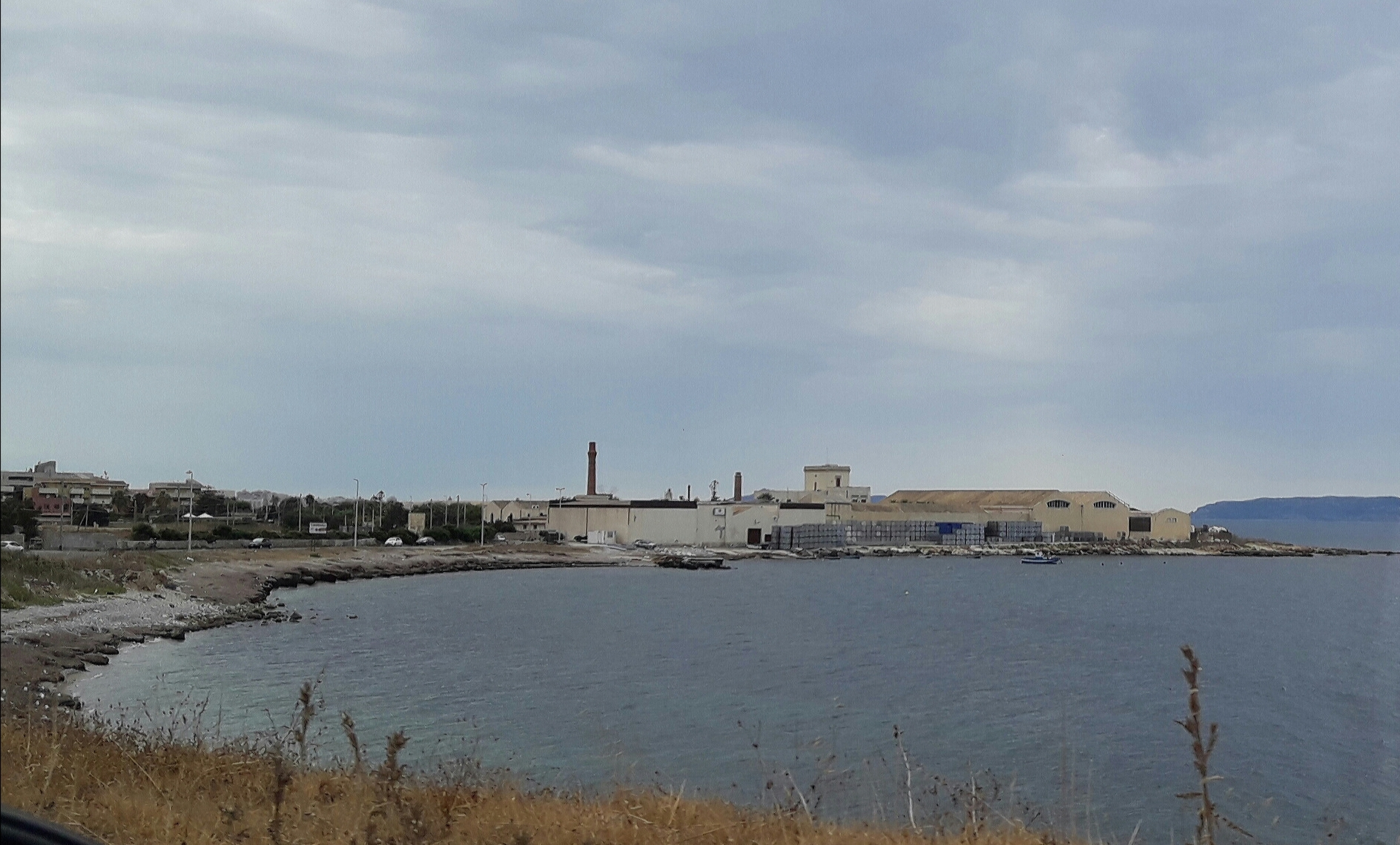
La tonnara di San Cusumano, oggi stabilimento della Nino Castiglione, visto da Pizzolungo

La tonnara di San Cusumano è un complesso industriale formato dalle antiche "Tonnare riunite di San Giuliano Palazzo e San Cusumano", con annesso stabilimento conserviero, che si trova sul lungomare di Trapani in territorio del comune di Erice. 

## Storia

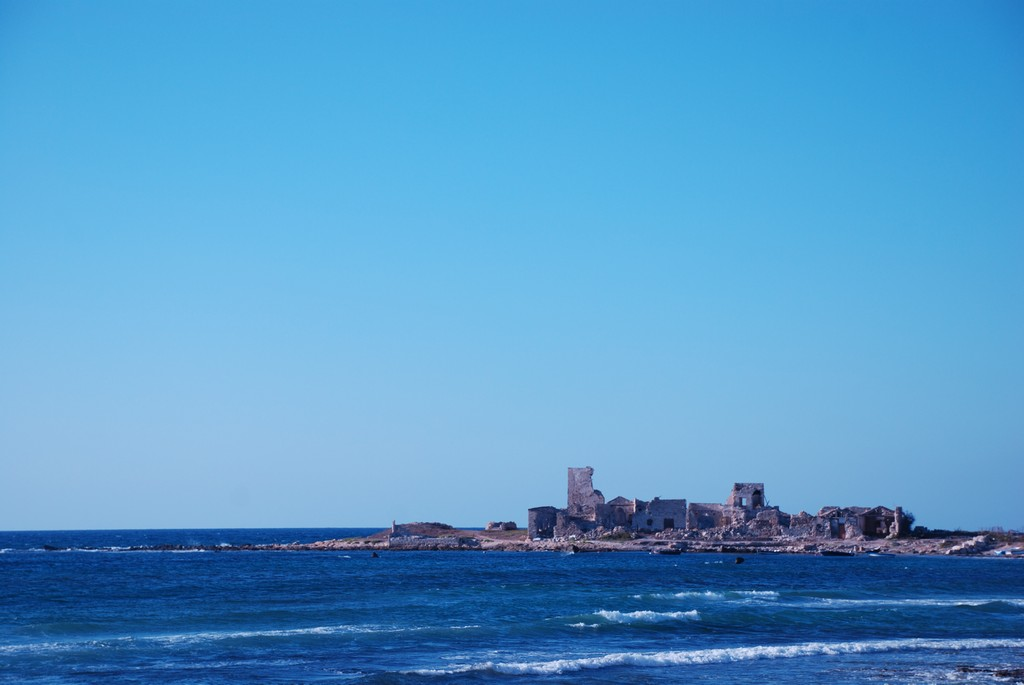
Le rovine della tonnara S. Giuliano a punta Tipa

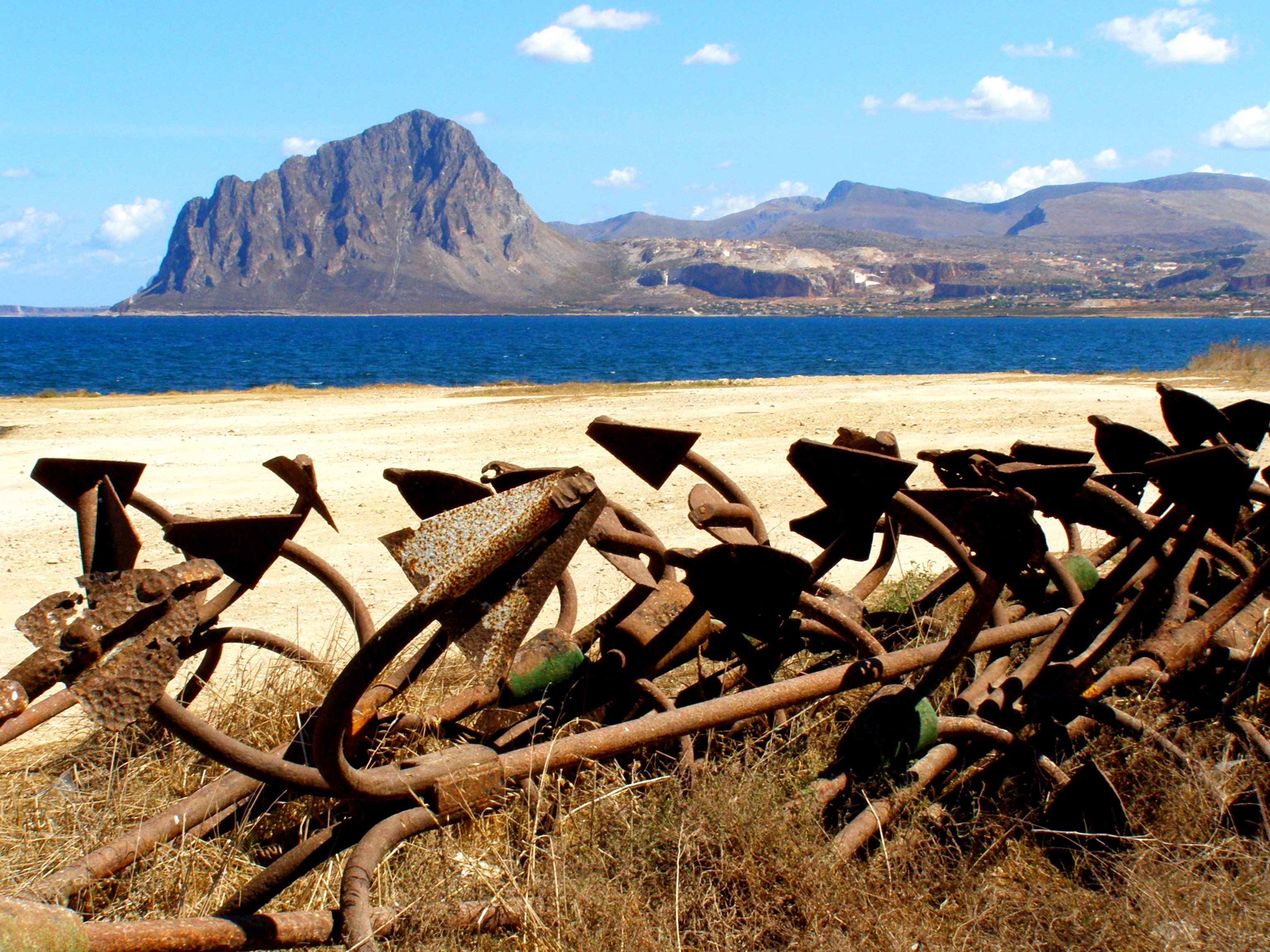
Le ancore per la mattanza delle Tonnare di Bonagia e Sancusumano

Il primo nucleo della tonnara di San Giuliano Palazzo fu realizzato nel XVII sec. su Punta Tipa, prima tonnara della Sicilia occidentale, prima ancora di quella di Favignana.
Di proprietà dei conti Fardella, poi dei Borghese di Roma, dei Serraino e dei Tipa .
Gli edifici di San Cusumano, sostituirono ad inizio del ‘900, quelli ormai fatiscenti della contigua tonnara di San Giuliano, alla quale spettavano i diritti di pesca nel mare a tramontana di Trapani. I patrizi trapanesi che fra il 1800 e il '900 avevano impiantato tonnare in tutta la zona (San Giuliano, San Cusumano, Formica, Bonagia) e che consegnavano il prodotto a diverse piccole aziende locali di lavorazione del prodotto, entrarono in crisi negli anni '70. 
Fino al 1979 si continuò a calare le reti per la mattanza nel mare al largo di Trapani, da quell'anno in poi si consorziò con la tonnara di Bonagia e l'ultima mattanza fu realizzata nel 2003.
La tonnara di "San Giuliano Palazzo", chiusa dal 1961, è invece estremamente fatiscente.

### L'azienda Nino Castiglione
Nel 1975 l'azienda conserviera dell'imprenditore Nino Castiglione (1908-1987) aveva acquistato le tonnare di San Giuliano e Bonagia e si trasferì dai suoi locali al porto peschereccio trapanese in quelli della ex tonnara di San Cusumano, ristrutturandoli e cambiando denominazione in “Tonnare di Bonagia e Sancusumano” e alla cattura affiancò la conservazione e distribuzione del prodotto. 
L'azienda, poi trasformatasi in Nino Castiglione srl e presieduta da Franco Castiglione, è divenuta una industria di trasformazione del pescato. Fino al 2003 lavorava anche il tonno rosso (pescato in luogo) con il marchio Tonnara San Cusumano e Tonno di tonnara. Del tonno lavorava tutte le sue parti dando origine alle specialità di tonnara tra cui la bottarga, il mosciame, la ficazza, il lattume. 
Oggi l'azienda trasforma il tonno a pinne gialle (Tonno Auriga) di provenienza oceanica. L'azienda commercializza anche sgombro, salmone, sardine, merluzzo. La Nino Castiglione è il primo produttore in Italia di tonno in scatola a marchio privato per la GD e la GDO e occupa 235 persone.
Nel 2016 la Proprietà, ora guidata dalla terza generazione, ha acquistato lo storico marchio Florio dalla famiglia Parodi, per dare vita a una produzione di nicchia realizzata grazie a impianti a lenta produzione che garantiscono l'integrità del trancio.